# Георги Табаков
Георги Ив. Табаков е български възрожденски учител и общественик от историко-географската област Поморавие.

## Биография
Роден през втората половина на 19 век в град Пирот. Изпратен е да учи в Пловдивската семинария. След като завършва V клас там, се връща в родния си град, където замества по-възрастния учител Христо Писарев, и преподава в периода 1872-1878 г. Табаков е първият наставник, въвел т. нар. звучна метода в занятията на местните училища. Това се случва през 1874 г. Табаков разяснява методата и на останалите пиротски учители, след което тя се налага трайно в местното просветно дело
. По време на престоя си в Пирот през 1875 г. Тодор Каблешков се среща и с учителя Табаков и други местни първенци, които основават Пиротски революционен комитет за общо въстание и освобождаване на България от турско иго.
Събитията около Руско-турската война (1877 – 1878) бележат повратен момент в живота на Табаков и историята на Пирот. В края на войната Княжество Сърбия се включва във военните действия като руски съюзник и навлиза в града, отказвайки да го напусне. Сръбските власти предизвикват конфликт с местната българска интелигенция. Табаков е задържан като лице опасно за сърбизма и подложен на мъчения, след като не приема подкуп срещу подкрепа за сръбската кауза в Пиротско. Неговият арест, заедно с другите репресивни мерки на сръбската власт в града, предизвикват силно недоволство сред пиротската общественост, която се опитва да убеди представителите на Великите сили да не отстъпват Пиротски окръг на Княжество Сърбия.
Клаузите на Берлинския договор оставят Пиротско извън пределите на България, което е причина жители на Пирот да основат бежански колонии в Цариброд и София. Табаков също се установява в София, където работи като висш чиновник във финансовото министерство.